# Comuna Șcerbani, Voznesensk
Șcerbani (în ucraineană Щербані) este o comună în raionul Voznesensk, regiunea Mîkolaiiv, Ucraina, formată din satele Novoukraiinka, Șcerbani (reședința), Șevcenko și Troiițke.

## Demografie
Componența lingvistică a comunei Șcerbani
     Ucraineană (92,65%)
     Română (4,44%)
     Rusă (2,67%)
     Alte limbi (0,03%)
Conform recensământului din 2001, majoritatea populației comunei Șcerbani era vorbitoare de ucraineană (92,65%), existând în minoritate și vorbitori de română (4,44%) și rusă (2,67%).